# NGC 239
NGC 239 è una galassia a spirale situata nella costellazione della Balena.

## Descrizione
La galassia ha una classe di luminosità I-II e presenta una larga riga a 21 cm dell'idrogeno neutro.
Sono inoltre presenti anche regioni di idrogeno ionizzato.

## Scoperta
NGC 239 è stata scoperta nel 1886 dall'astronomo americano Francis Leavenworth.